# Thomas Hill (Cambridge)
Thomas Hill (Kington, ... – 18 dicembre 1653) è stato un presbitero inglese, partecipò all'assemblea di Westminster e fu Master del Trinity College dal 1645 al 1653.

## Biografia
Nato nel villaggio di Knighton on Teme (Worcestershire), il 19 ottobre 1618 entrò come pensioner all'Emmanuel College di Cambridge immatricolandosi in quello stesso anno. Nel 1623 ottenne il bachelor of arts e nel 1626 il master of arts. Il 23 gennaio 1629 venne ordinato diacono e il giorno successivo sacerdote. Mentre si trovava all'Emmanuel College svolgeva il compito regolare di predicatore nella vicina chiesa parrocchiale di St Andrew the Great, dove affrontò assistendo i suoi parrocchiani una violenta epidemia di peste.
Entrato in contatto con il predicatore John Cotton, allora pastore nella chiesa di Boston, nel Lincolnshire, ne fu fortemente colpito, intensificando in lui il suo fervore religioso. Dopo aver ottenuto il suo Bachelor of Divinity nel 1633, quattro giorni dopo fu nominato sacerdote per la parrocchia di Titchmarsh nel Northamptonshire.
Dando prova di essere un predicatore molto dotato, entrò nelle grazie di Robert Rich, II conte di Warwick, tramite il quale conobbe la sua futura consorte, Mary Willford, governante della figlia del conte, Lady Frances Rich.
Entrò a far parte dell'Assemblea di Westminster e recitò diversi sermoni al cospetto del Parlamento inglese tra il 1642 e il 1644, molti dei quali vennero successivamente pubblicati. Nel 1645 venne designato Master del suo vecchio college, e poi, per decreto del Parlamento del 17 gennaio 1648, del Trinity College. Per il Trinity College si occupò della sistemazione della vasta collezione di libri lasciata in eredità dall'Arcivescovo di Canterbury Richard Bancroft e sollecitò la sovvenzione da parte dell'allora Lord sindaco di Londra John Wollaston  per l'istituzione di un lettorato di matematica.
Fu curatore personale dell'edizione dei sermoni del celebre predicatore dell'epoca, William Fenner, in collaborazione con l'altro celebre teologo Edmund Calamy, le opere vennero pubblicate a partire dal 1651. Collaborò anche con il celebre studioso e filosofo Samuel Clarke nella sua edizione sulle vite di celebri predicatori puritani.
Morì di febbre quartana il 18 dicembre 1653 e venne sepolto nella chiesa di Church of St Mary the Great a Cambridge.